# Lista de jogos do PlayStation incompatíveis com o PlayStation 2
Apesar do PlayStation 2 ter compatibilidade reversa com os jogos do PlayStation, alguns jogos não funcionam corretamente no mesmo. Essa lista mostra os jogos de PlayStation incompatíveis com o PlayStation 2.

## Todos os Modelos
Esses jogos são incompatíveis com todas as revisões/modelos do PlayStation 2.
- Arcade Party Pak ("720 Degrees", "Super Sprint", e "Toobin" são impossíveis de jogar)[5]
- Arcade's Greatest Hits/Atari 2
- Fighter Maker
- Final Fantasy Anthology
- Judge Dredd
- Monkey Hero

## SCPH-30001
Nessa revisão, o console tinha problemas para rodar os seguintes jogos:[carece de fontes?]
- The Legend of Dragoon
- Lunar: Silver Star Story Complete
- Lunar 2: Eternal Blue Complete
- Metal Gear Solid: Special Missions
- Final Fantasy Tactics

## SCPH-75001 e SCPH-77001
Esses jogos não rodam, mais especifícamente, na versão "slim" (produzida de 2004 até 2013), de acordo com o próprio site da Sony.
- 102 Dalmatians: Puppies to the Rescue
- Akuji the Heartless
- Arc the Lad (Da versão 'Collection' — problemas na resolução)
- Barbie Race and Ride
- Broken Helix
- Bubsy 3D
- Driver
- Gundam Battle Assault
- The Hive
- Hooters Road Trip
- In Cold Blood
- Jampack Vol. 2
- Land Before Time: Great Valley Racing Adventure
- Lunar 2: Eternal Blue Complete
- NFL Xtreme
- NHL 2000
- NHL 2001
- NHL Blades of Steel 2000
- NHL Rock the Rink
- Nuclear Strike
- One
- PO'ed
- Powerboat Racing (VR Sports)
- Rascal
- Rush Down
- Sentient
- Speed Punks
- Super Puzzle Fighter II Turbo
- Syphon Filter 2
- Syphon Filter 3
- Ultimate Fighting Championship
- WCW vs. the World (controle não responde)
- Worms (as sequências de filmes não rodam)